# ناماداگالا
ناماداگالا (به لاتین: Namadagala) یک منطقهٔ مسکونی در سری‌لانکا است که در استان مرکزی (سری‌لانکا) واقع شده‌است.